# 貝萊齊-內格雷什蒂鄉
44°57′48″N 25°04′09″E / 44.9634°N 25.0692°E
貝萊齊-內格雷什蒂鄉（羅馬尼亞語：Comuna Beleți-Negrești, Argeș），是羅馬尼亞的鄉份，位於該國中南部，由阿爾傑什縣負責管轄，面積49平方公里，海拔高度374米，2009年人口1,853，人口密度每平方公里38人。